# Perfect Best
Perfect Best è una raccolta di canzoni del gruppo giapponese X Japan pubblicato il 24 febbraio del 1999.
L'album contiene canzoni che vanno dall'album Vanishing Vision a Dahlia, in più sono incluse alcune tracce da Live Live Live Tokyo Dome 1993-1996. Tutte le canzoni sono state scritte da Yoshiki.

## Tracce
CD 1
1. Prologue (1993 Live) - 2:56 (YOSHIKI - F.Marino)
2. I'll kill you - 3:26 - (YOSHIKI - YOSHIKI)
3. Blue Blood (1993 Live) - 4:28 (YOSHIKI - YOSHIKI)
4. Rusty Nail - 5:27 (YOSHIKI - YOSHIKI)
5. Say Anything (1995 Live) - 2:56 (YOSHIKI - YOSHIKI)
6. Vanishing Love - 6:03 (YOSHIKI - YOSHIKI)
7. Tears - 10:29 (Hitomi Shiratori, YOSHIKI - YOSHIKI)
8. Art Of Life (Radio Edit) - 4:54 (YOSHIKI - YOSHIKI)
9. Kurenai (紅) - 5:43 (YOSHIKI - YOSHIKI)
10. Stab Me In The Back (1988 Live) - 4:20 (Hitomi Shiratori - YOSHIKI)
11. Standing Sex - 4:46 (Miyukihime Igarashi - YOSHIKI)
12. Dahlia - 7:56 (YOSHIKI - YOSHIKI)

CD 2
1. Week End (1995 Live) - 6:09 (YOSHIKI - YOSHIKI)
2. Sadistic Desire - 6:09 (YOSHIKI - HIDE)
3. Endless Rain (1993 Live) - 9:29 (YOSHIKI - YOSHIKI)
4. Forever Love - 7:18 (YOSHIKI - YOSHIKI)
5. オルガスム (1996 Live) - 15:43 (Hitomi Shiratori - YOSHIKI)
6. X (1993 Live) - 8:37 (Hitomi Shiratori - YOSHIKI)
7. The Last Song - 11:28 (YOSHIKI - YOSHIKI)

CD 3
1. YOSHIKI SPECIAL INTERVIEW - 18:11

## Formazione
- Toshi - voce
- HEATH - basso (Tracce: CD1 - 4; 7; 8; 12. CD2 - 4; 5; 7).
- TAIJI - basso (Tracce: CD1 - 1; 2; 3; 5; 6; 9; 10; 11. CD2 - 1; 2; 3; 6).
- PATA - chitarra
- Hide - chitarra
- Yoshiki - batteria, pianoforte